# Recht & Psychiatrie
Recht & Psychiatrie ist der Titel einer juristischen, psychologischen und medizinischen Fachzeitschrift, die vierteljährlich mit einer Auflage von 1.100 Exemplaren im Kölner Psychiatrie-Verlag erscheint.
Die Zeitschrift soll der Verständigung verschiedener Berufsgruppen dienen, die mit Gesetzgebung, Rechtsprechung und Psychiatrie befasst sind. Ihre Themen sind: Betreuungsrecht, Maßregelvollzug, Sozialrecht, Gutachtenpraxis, Kriminologie, Menschenrechte von Psychisch Kranken und Behinderten, Zwangsunterbringung und -medikation. Die Zeitschrift versteht sich als Informations- und Diskussionsforum für Juristen, Psychologen, Mediziner und Politiker.
Gründungsmitglied von Recht & Psychiatrie war die Rechtsanwältin Helga Wullweber (1947–2017), die sich für die Durchsetzung der verfassungsmäßigen Rechte Psychiatriebetroffener einsetzte. Wie diese von Gerichten missachtet wurden, hatte sie 1980 anhand der Grundsatzklage ihres Mandanten Peter Lehmann auf das Recht auf informelle Selbstbestimmung, in diesem Fall auf Einsicht in die eigenen psychiatrischen Behandlungsakten erlebt. Lehmann war es auch, der 32 Jahre nach der Gründung der Zeitschrift als erster Psychiatriebetroffener einen Grundsatzartikel zu psychiatrischen Menschenrechtsverletzungen in Recht & Psychiatrie publizieren konnte.
Recht & Psychiatrie wird u. a. in den Datenbanken Juris, Scopus und Social Sciences Citation Index erfasst. Der aktuelle Impact Faktor ist 0,70 (2024).
Verantwortliche Redakteure sind (2023): Michael Lindemann (Bielefeld) und Martin Zinkler (Bremen).